# Municipio de Spanish Lake
El municipio de Spanish Lake (en inglés: Spanish Lake Township) es un municipio ubicado en el condado de San Luis en el estado estadounidense de Misuri. En el año 2010 tenía una población de 35967 habitantes y una densidad poblacional de 633,15 personas por km².

## Geografía
El municipio de Spanish Lake se encuentra ubicado en las coordenadas 38°49′0″N 90°14′44″O / 38.81667, -90.24556. Según la Oficina del Censo de los Estados Unidos, el municipio tiene una superficie total de 56.81 km², de la cual 54.34 km² corresponden a tierra firme y (4.35%) 2.47 km² es agua.

## Demografía
Según el censo de 2010, había 35967 personas residiendo en el municipio de Spanish Lake. La densidad de población era de 633,15 hab./km². De los 35967 habitantes, el municipio de Spanish Lake estaba compuesto por el 25.9% blancos, el 70.93% eran afroamericanos, el 0.18% eran amerindios, el 0.73% eran asiáticos, el 0.03% eran isleños del Pacífico, el 0.39% eran de otras razas y el 1.84% pertenecían a dos o más razas. Del total de la población el 1.01% eran hispanos o latinos de cualquier raza.